# Zhang Yifan
Zhang Yifan (en chino: 张一璠; 22 de noviembre de 2000) es una deportista china que compite en natación. Participó en los Juegos Olímpicos de Tokio 2020, obteniendo una medalla de oro en la prueba de 4 × 200 m libre.

## Palmarés internacional
| Juegos Olímpicos | Juegos Olímpicos | Juegos Olímpicos | Juegos Olímpicos |
| Año              | Lugar            | Medalla          | Prueba           |
| ---------------- | ---------------- | ---------------- | ---------------- |
| 2020             | Tokio (Japón)    | Medalla de oro   | 4 × 200 m libre  |

1. ↑  Compitió en la serie de clasificación.